# أوموني أوبولي
أوموني أوبولي (بالإنجليزية: Omoni Oboli)‏ (مواليد 22 أبريل 1978) هي مُمثلة ومُخرجة وكاتبة سيناريو ومُنتجة نيجيرية.

## روابط خارجية
أوموني أوبولي على موقع IMDb (الإنجليزية)
- أوموني أوبولي على موقع قاعدة بيانات الفيلم (الإنجليزية)